# Йосіда Хіросі
Йосіда Хіросі (яп. 吉田 弘, нар. 11 лютого 1958, Сідзуока —) — японський футболіст, що грав на позиції нападника.

## Клубна кар'єра
Грав за команду Фурукава Електрік.

## Виступи за збірну
Дебютував 1981 року в офіційних матчах у складі національної збірної Японії. У формі головної команди країни зіграв 9 матчів.

## Статистика
Статистика виступів у національній збірній.
| Збірна Японії | Збірна Японії | Збірна Японії |
| Роки          | Ігри          | голи          |
| ------------- | ------------- | ------------- |
| 1981          | 6             | 1             |
| 1982          | 1             | 0             |
| 1983          | 2             | 0             |
| Усього        | 9             | 1             |